# ボルゴ・ヴァル・ディ・ターロ
ボルゴ・ヴァル・ディ・ターロ（伊: Borgo Val di Taro）は、イタリア共和国エミリア＝ロマーニャ州パルマ県にある、人口約6,700人の基礎自治体（コムーネ）。ボルゴターロ（伊: Borgotaro）の通称でも知られる。ポルチーニの名産地。

## 地理

### 位置・広がり

#### 隣接コムーネ
隣接するコムーネは以下の通り。括弧内のPCはピアチェンツァ県所属を示す。
- アルバレート
- バルディ
- ベルチェート
- コンピアーノ
- ポントレーモリ (MS)
- ヴァルモッツォラ

### 気候分類・地震分類
ボルゴ・ヴァル・ディ・ターロにおけるイタリアの気候分類 (it) および度日は、zona E, 2983 GGである。
また、イタリアの地震リスク階級 (it) では、zona 2 (sismicità media) に分類される。

## 行政

### 分離集落
ボルゴ・ヴァル・ディ・ターロには以下の分離集落（フラツィオーネ）がある。
- Banca, Barca, Barzana di Sotto, Baselica, Belforte,Bissaio, Boceto, Bozzi, Brattesini, Brunelli,Cà Franchi, Ca' Valesi, Cafaraccia, Caprendino, Case Maroni, Case Scodellino, Case Vighen, Casembola, Casoni, Cavanna, Cianica, Corriago,Colombaia, Costadasi, Frasso, Galla, Ghiare, Giacopazzi, Grifola, Il Mulino, Il Poggio, Laghina, Lavacchielli, Le Spiagge, Magrano, Meda, Monticelli, Ostia Parmense, Poggio, Pontolo, Porcigatone, Pozzo, Roccamurata, Rovinaglia, San Martino, San Pietro, San Vincenzo, Tiedoli, Tombone, Valdena, Valleto

## 文化・観光
「スローシティ」加盟都市である。

## 姉妹都市
- シャラントン＝ル＝ポン、フランス
- ビラ・デ・クルセス、スペイン
- アプリーカ、イタリア